# Raul Ciupe
Raul Ciupe (Cluj-Napoca, 24 novembre 1983) è un ex calciatore rumeno, di ruolo difensore.

## Caratteristiche tecniche
È un terzino destro.